# TBX6
TBX6‏ (T-box 6) هوَ بروتين يُشَفر بواسطة جين TBX6 في الإنسان.